# Molophilus kallemuelleri
Molophilus kallemuelleri là một loài ruồi trong họ Limoniidae. Chúng phân bố ở miền Cổ bắc.